# Thiện Hóa

Vị trí tại Đài Nam

Thiện Hóa (tiếng Trung: 善化區; bính âm: Shànhuà Qū là một khu (quận) của thành phố Đài Nam, Trung Hoa Dân Quốc (Đài Loan). Thiện Hóa trước đây là nơi cư trú của thổ dân Siraya và hiện vẫn là một khu vực nông nghiệp. Quận có diện tích 55,3097 km², dân số vào tháng 8 năm 2011 là 43.845 người thuộc 14.860 hộ gia đình, mật đô dân cư đạt 792,7 người/km².